# Fermín Aguayo
Fermín Aguayo (Sotillo de la Ribera, Burgos, 26 de septiembre de 1926 - París, 22 de noviembre de 1977), pintor español, fue un adelantado de la abstracción formando parte del Grupo Pórtico de Zaragoza, ciudad a la que llegó con algo más de diez años. Su obra se inicia dentro del poscubismo para evolucionar muy pronto hacia la abstracción y posteriormente, tras su marcha a París en septiembre de 1952, hacia la pintura figurativa. Según el retrato de Santiago Lagunas, Fermín Aguayo era «inteligente, dotado para el color y la forma». 

## Biografía
Llegó a Zaragoza cuando finalizaba la Guerra Civil, tras ser fusilado su padre y sus dos hermanos mayores por el bando franquista. En 1943 consiguió un trabajo como delineante en la Escuela Técnica de Maquinaria y Fundiciones del Ebro, donde conoció a Eloy Giménez Laguardia (también delineante), quien junto a Santiago Lagunas y el propio Aguayo formarían el núcleo más estable del Grupo Pórtico, pionero en el desarrollo de la pintura abstracta española.
Comenzó a pintar, según sus propias declaraciones, inclinado a la pintura vanguardista y estimulado al ver un libro de pintura moderna que compró gastando todo el dinero que tenía y en el que había alrededor de diez reproducciones en blanco y negro de cuadros de Juan Gris, Ferdinand Léger, George Braque o Picasso entre otros.
Hacia 1946 frecuentó la tertulia del café Niké donde se reunía un grupo de artistas e intelectuales zaragozanos encabezados por Miguel Labordeta. También concurría a la del café Espumosos, donde se reunían Santiago Lagunas, José Orús y el librero y promotor cultural José Alcrudo, fundador de la librería Pórtico y del grupo pictórico homónimo que comenzó a desarrollar el camino hacia el informalismo pictórico.
En abril de 1947 presenta su obra con la exposición conjunta Pórtico presenta nueve pintores celebrada en el Centro Mercantil de Zaragoza, que acogió sus obras junto a las de José Baqué Ximénez, Alberto Duce, Vicente García, Manuel Lagunas, Santiago Lagunas, Vicente López Cuevas, Manuel Pérez Losada y Alberto Pérez Piqueras, en lo que sería el punto de partida del Grupo Pórtico, que cesaría su actividad en 1952, año en que Aguayo marcha a Francia (posiblemente incentivado por Alfonso Buñuel, arquitecto y artista vanguardista del collage hermano menor del gran cineasta), tras realizar cuatro pinturas murales para el bar La Parrilla, de las cuales se conservan tres: Semana Santa, Tú y yo y A las cinco de la tarde, las dos últimas adquiridas por las Cortes y el Gobierno de Aragón respectivamente.
Parte de su obra de este periodo se perdió debido al desalojo que sufrió de su ático del Paseo de La Mina de Zaragoza, donde trabajó hasta 1952, del que solo se recuperaron las obras de formato pequeño gracias a los desvelos de su amigo Federico Torralba.
En 1968 participa en la exposición The Traitres, organizada por Denys Sutton en la Leicester Gallery de Londres, junto a Sergio de Castro, Calliyannis y Lago. 
En París en 1954 fue contratado por Jean-François Jaeger de la galería Jeanne Bucher como pintor profesional con un sueldo mensual, lo que le dio gran estabilidad en su labor pictórica, que evolucionó hacia un figurativismo esencial, intimista y poético.
Fallecido en 1977, no fue hasta 2005 que se celebró la primera exposición antológica de su pintura en el Museo Reina Sofía, comisariada por Concha Lomba y Antonio Bonet Correa en colaboración con el Palacio de Sástago de Zaragoza.